# Cosima von Bonin
Cosima von Bonin (Mombassa, 1962) is een Duitse schilder, installatiekunstenaar en beeldhouwer.

## Leven en werk
Von Bonin kreeg in 1998 een stipendium voor de duur van twee jaar, inclusief een expositie in het Leopold-Hoesch-Museum in Düren met een publicatie, van de Günther-Peill-Stiftung en was van 2000 tot 2001 gasthoogleraar aan de Hochschule für Bildende Künste in Hamburg. In 2004 nam zij deel aan de manifestatie Braunschweig Parcours 2004 in Braunschweig. Zij werd in 2007 uitgenodigd voor deelname aan documenta 12 in Kassel. In 2010 toonde het Kunsthaus Bregenz een overzichtstentoonstelling van haar werk en aansluitend was haar werk te zien in Witte de With (Centrum voor hedendaagse kunst) in Rotterdam.
Von Bonin, die voornamelijk werkzaam is als conceptueel kunstenares, woont en werkt in Keulen.

## Enkele werken
- Class of jealous dance (2004), Braunschweig
- Relax, it's only a ghost (2006)[3] , documenta 12 in Kassel
- Tagedieb (2010)[4], Am Graben in Wenen
- Idler's Playground (2010, Internationale Beelden Collectie, Hofplein/Weena in Rotterdam
- L40 (2010), woon- en expositiepand, Linienstrasse 40 in Berlijn - in samenwerking met de Duitse architect Roger Bundschuh

## Fotogalerij

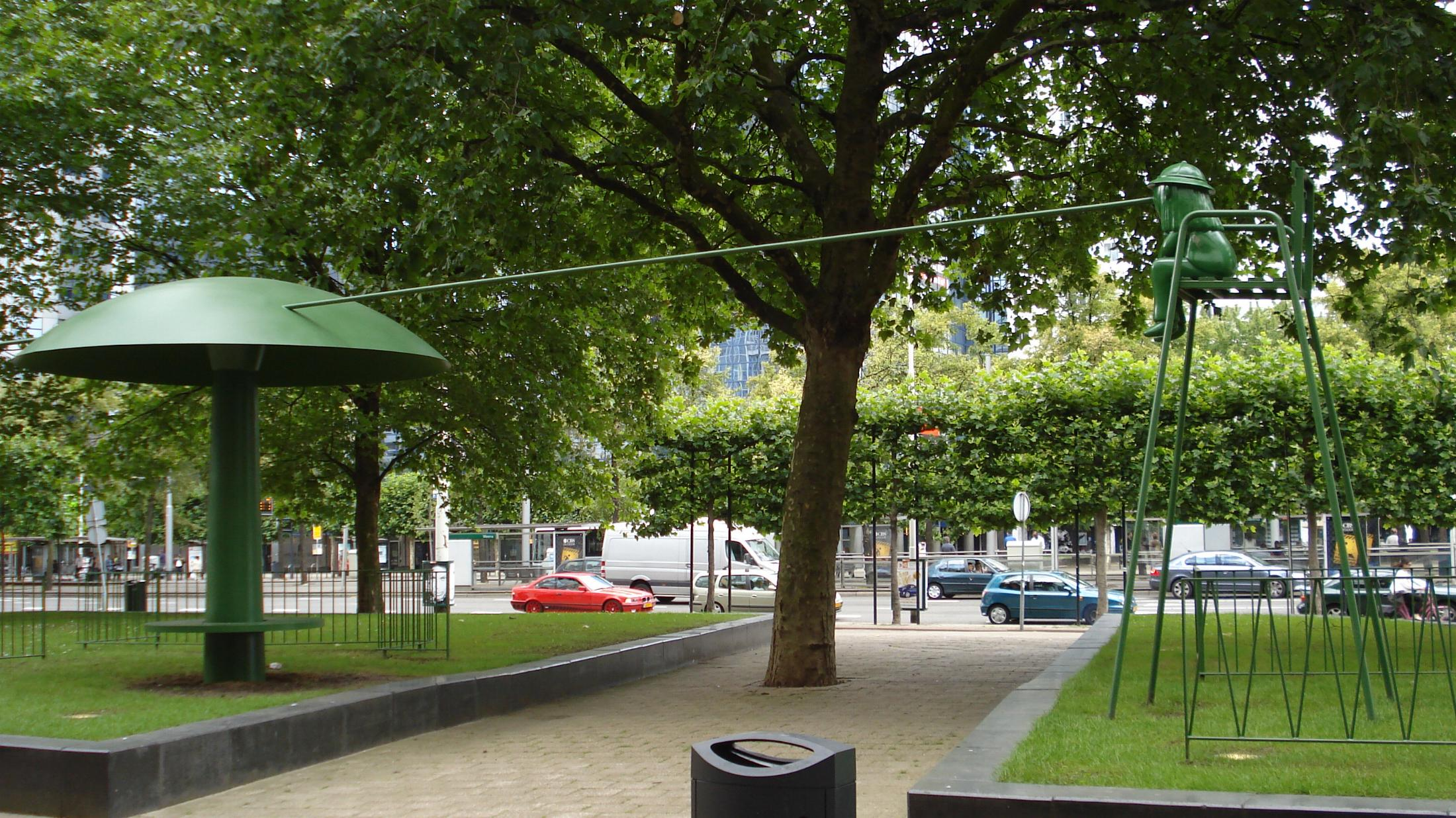
The Idler's Playground (2010), Rotterdam
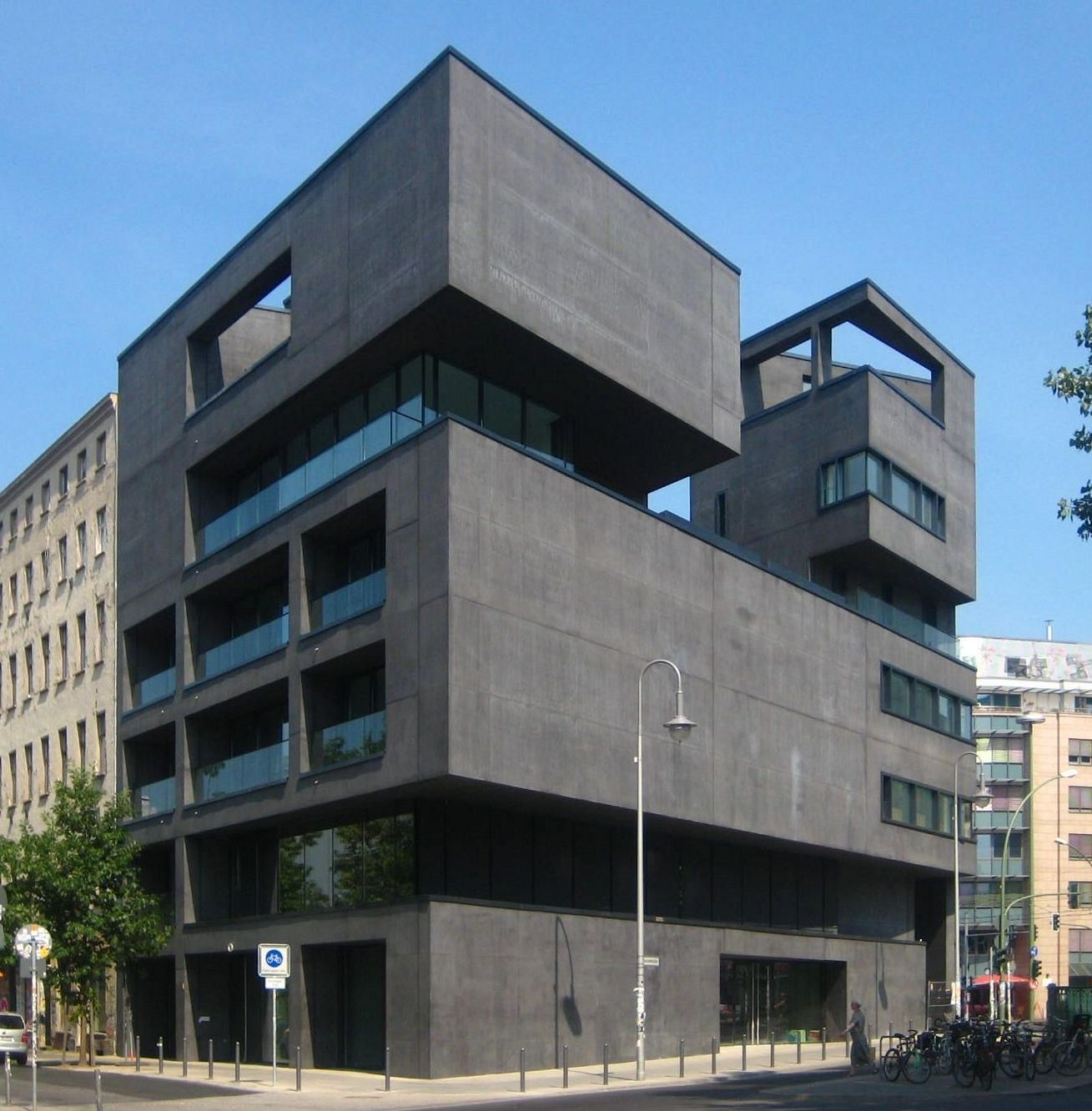
Woon- en expositiepand (2010), Berlijn